# ندى فاضل
ندى فاضل (5 أكتوبر 1976 -)، هي سيدة أعمال لبنانية، عملت سابقاً كمُمثلة ومذيعة.

## عن حياتها
ولدت في مدينة بيروت لأب لبناني وأم سعودية، وقَضت طفولتها بالتَنقل بين السعودية وقطر، عملت في بدايتها في الإعلانات وقامت بتصوير عدد من الإعلانات وكما إنها شاركت في بعض الأدوار صغيرة في التمثيل. وفي عام 2005 فازت بِلقب ملكة جمال العَرب، عملت بين عامي 2006-2007 كمذيعة في قناة الجرس حيثُ قامت بتقديم برنامج للنساء فقط، وكانت هذه أول تجربة لها كمقدمة تلفزيونية، ثم انتقلت للعمل في الكويت حيثُ عملت في قناة سكوب وقدمت برنامج للنساء فقط، وفيما بعد استمرت بتقديم عدد من البرامج على قنوات مختلفة.
تَزوجت ندى فاضل من رجل أعمال سعودي ثُم انفصلت منه بعد فترة، وفي عام 2015 تزوجت من الدكتور الجراح الكويتي أسامة الشافعي. في الفترة ما بين 2009 حتى 2010 عَملت في قناة فنون في برنامج سوالف وبرنامج ريلوكينغ. في عام 2011 اعتزلت ندى فاضل العمل بشكلٍ نهائي بسبب وفاة والدها وعدم رضى أخيها عن عملها في الإعلام، فاتجهت إلى مجال الأعمال حيثُ أصبحت تُدير شركة خاصة بها تُسمى Nada Fadel ExpoK وتمتلك عدة فروع حول العالم، كما دَخلت في مجال العبايات وَالعدسات اللاصقة والرموش الاصطناعية.

## أعمالها

### البرامج التي قدمتها
- للنساء فقط (قناة الجرس).
- وجهة نظر (قناة الجرس).
- للنساء فقط (قناة سكوب).
- مع ندى (قناة الجرس).
- سوالف (قناة فنون).
- نيولوك (قناة العدالة).

### من أعمالها التمثيلية
- 2010: مسرحية حسان والأميرة أشجان.

## روابط خارجية
- ندى فاضل على موقع قاعدة بيانات الأفلام العربية